# Белре
Белре (фр. Belleray) насеље је и општина у североисточној Француској у региону Лорена, у департману Меза која припада префектури Верден.
По подацима из 2011. године у општини је живело 445 становника, а густина насељености је износила 87,25 становника/km². Општина се простире на површини од 5,1 km². Налази се на средњој надморској висини од 210 метара (максималној 298 m, а минималној 196 m).

## Демографија
| 1962. | 1968. | 1975. | 1982. | 1990. | 1999. | 2011. |
| ----- | ----- | ----- | ----- | ----- | ----- | ----- |
| 279   | 280   | 379   | 510   | 513   | 439   | 445   |

График промене броја становника у току последњих година